# Кршняви, Изидор
Изидор Кршняви (22 апреля 1845, Феричанци, Осиецко-Бараньская жупания — 3 февраля 1927, Загреб) — хорватский художник, историк, искусствовед и политик.

## Биография
Родился 22 апреля 1845 года. В Вене Изидор Кршняви изучал философию с 1866 по 1869 год. Там же на философском факультете он заканчивает трехлетку — историю, математику и философию. В 1870 году получил степень доктора философии. Историю искусства и живописи изучал в Вене и Мюнхене, а затем в Риме, с 1869 по 1877 год. После женитьбы некоторое время учился живописи в Италии. В Риме он пообщался с хорватским политиком Иосипом Штроссмайером, который как коллекционер произведений искусства был заинтригован творчеством Кршняви и заказал у него несколько работ. Это картины «Распятие» и «Мадонна с младенцем» для церкви в Горьяни близ Джаково и «Дева Мария» для церкви св. Марка в Загребе.
Умер в Загребе.

## Взгляды
В 1884 году Кршняви был избран в хорватский парламент. Он выступал за экономическую связь с Венгрией, подчеркивая, что это соответствует интересам Хорватии.
В вопросе отношений сербов и хорватов Кршняви считал, что: «У нас один и тот же язык, но сербов и хорватов разделяют глубокие культурные и политические отличия».